# تبرير الجهد
تبرير الجهد هو فكرة ونموذج فكري في علم النفس الاجتماعي ينشأ من نظرية فستنغر التي تسمى نظرية التنافر. وتبرير الجهد هو ميل الناس إلى إعطاء قيمة أكبر (أكبر من القيمة الموضوعية) إلى ناتج كان عليهم بذل الجهد للحصول عليه أو تحقيقه.

## النظرية والبحث
تفسر نظرية التنافر التغييرات في مواقف الناس أو معتقداتهم نتيجة لمحاولة تقليل التنافر (التناقض) بين الأفكار المتعارضة أو التعرف. وفي حالة تبرير الجهد، يوجد تنافر بين كمية الجهد المبذول لتحقيق هدف أو إنجاز مهمة (جهد عالٍ يعادل «تكلفة» عالية) والمكافأة الشخصية على هذا الجهد (والتي تكون أقل مما هو متوقع لمثل هذا الجهد). وعن طريق تعديل موقف الفرد أو القيمة الشخصية للهدف وزيادتهما، يتم التخلص من هذا التنافر.
أحد الأمثلة الرائدة والأكثر كلاسيكية على تبرير الجهد هي الدراسة التي أجراها أرونسون وميلز. وفيها طُلب من مجموعة من الشابات اللاتي تطوعن للانضمام إلى مجموعة مناقشة حول موضوع علم نفس الجنس إجراء اختبار قراءة صغير للتأكد من عدم تحرجهن من الحديث حول الموضوعات الجنسية مع الآخرين. فطُلب من المشاركات اللاتي يشعرن بالقليل من الحرج قراءة قائمة بكلمات ذات صلة بالجنس بصوت مرتفع مثل مومس أو عذراء. وطُلب من المشاركات اللاتي يشعرن بالحرج الشديد قراءة قائمة بالكلمات الأكثر جنسية بصوت مرتفع (مثل نكاح، والقضيب) وقراءة فقرتين من الوصف الصريح لأنشطة جنسية مأخوذة من روايات معاصرة. ثم استمعت جميع المشاركات إلى تسجيل يناقش السلوك الجنسي عند الحيوانات والذي كان مملاً ولم يلق قبولاً. وعندما طُلب تقييم المجموعة وأعضائها، لم تختلف المجموعات التي تشعر بالقليل من الحرج أو المعتدلة، ولكن كانت معدلات المجموعات التي تشعر بالحرج الشديد أعلى كثيرًا. وكان على هذه المجموعة، التي كانت عملية قبولها في المجموعة أكثر صعوبة (الجهد مساوٍ للإحراج)، زيادة القيمة الشخصية لمجموعة المناقشة للتخلص من التنافر.

## المقتضيات
يتم تضمين هذه النظرية بشكل واضح في تأثير الطقوس الانتقالية وطقوس العقاب الشديد لقبول أحد الأشخاص في جماعة وقسمه لتضامنه معها وولائه لها. إن طقوس العقاب الشديد، السائدة في الوحدات العسكرية، والفرق الرياضية والأخويات والجمعيات النسائية الأكاديمية، غالبًا ما تشمل مهام صعبة و/أو مهينة والتي تؤدي (وفقًا لنظرية التنافر) بالعضو الجديد إلى زيادة القيمة الشخصية للمجموعة. وهذا يسهم في ولائه / ولائها والتضامن مع المجموعة بأكملها.

## الآراء المتعارضة
يقول ناقدو النظرية إنها تعتمد على سياق اجتماعي معقد (وهو المسؤول عن خلق التنافر)، ولكن الأبحاث أظهرت التأثيرات ذاتها على الأطفال (الذين يعرفون القليل عن السياق الاجتماعي، وبالتالي فهم أقل عرضة للتأثر به)وحتى في الحمام. ويقول ألساندري ودارشفيل وزينتال إن السبب وراء هذه الاستنتاجات، في كل من الإنسان والحيوان، هو تأثير التباين. ووفقًا لهذه النظرية، فإن التفضيل هو نتيجة الاختلاف بين المكافأة والموقف الذي يؤدي إليها. عندما يكون الوضع الأولي كريهًا أو شاقًا، فإن الفرق بينه وبين المكافأة يكون كبيرًا. عندما يكون الوضع الأولي ممتعًا أو مريحًا، فإن الفرق بينه وبين المكافأة يكون أصغر. سيتم تفضيل المكافأة التي تحتوي على فرق أكبر من الوضع الأولي نظرًا للشعور بأنها أكثر إيجابية.
في سياق العقاب الشديد وطقوس القبول في المجموعات، يتوفر دعم لشرح المكافآت لأن الهوية الجماعية بين المقبولين تزيد حيث تزداد مشاعر المكافئة. وهناك تفسير بديل آخر وهو أن العقاب الشديد أو طقوس القبول في المجموعات تُزيد من الاستجابات الفيزيولوجية، التي تسبب زيادة في الانتماء بين المقبولين. وبدلاً من ذلك، فقد ارتبط العقاب الشديد وتأثيرات طقوس القبول بنظرية بولبيالتي تسمى نظرية التعلق.